# جوردي نونيز
جوردي نونيز (بالإسبانية: Jordi Núñez Carretero)‏ (19 سبتمبر 1969 في إسبانيا - ) هو لاعب كرة يد إسباني في مركز حارس مرمى ‏. شارك في الألعاب الأولمبية الصيفية 2000 والألعاب الأولمبية الصيفية 1996. ولعب مع نادي ثيوداد ريال لكرة اليد.

## وصلات خارجية
- جوردي نونيز على موقع الاتحاد الأوروبي لكرة اليد (الإنجليزية)
- جوردي نونيز على موقع أوليمبيديا (الإنجليزية)